# Сингапур (фильм, 1947)
«Сингапу́р» (англ. Singapore) — нуаровая мелодрама режиссёра Джона Брама, которая вышла на экраны в 1947 году.
Действие фильма происходит вскоре после окончания Второй мировой войны, когда американский искатель приключений Мэтт Гордон (Фред Макмюррей) возвращается в Сингапур за жемчугом, который он спрятал там перед войной. Неожиданно он встречает в гостинице свою бывшую невесту Линду Грэм (Ава Гарднер), про которую думал, что она погибла при бомбёжке, однако теперь у неё другое имя, она замужем и ничего не помнит о своём прошлом. Пока Мэтт пытается восстановить отношения с Линдой, охоту за тайником с жемчугом начинают как преступники, так и полиция.
В 1957 году студия Universal сделала римейк этого фильма под названием «Стамбул», действие которого происходит в Турции. Его режиссёром был Джозеф Певни, а главные роли сыграли Эррол Флинн и Корнелл Борхерс.

## Сюжет
После окончания Второй мировой войны Мэтт Гордон (Фред Макмюррей), который героически отслужил пять лет в Военно-Морском Флоте США, возвращается в Сингапур, где когда-то у него была собственная шхуна и нелегальный бизнес по торговле жемчугом. Во время прохождения таможенного досмотра в аэропорту Гордона приглашают в отдельный кабинет, где его принимает заместитель комиссара Хьюитт (Ричард Хэйдн), который знает Гордона по прежним временам. Хьюитт проводит с Гордоном разъяснительную беседу о том, что незаконный вывоз из страны жемчуга является уголовным преступлением, на что тот отвечает, что ныне он торгует копрой. Прибыв в гостиницу, Гордон просит предоставить ему номер, в котором он жил до войны, однако его уже успели занять только что прибывшие американские туристы мистер и миссис Беллоуз (Спринг Байинтон и Портер Холл), и Гордон селится в соседнем номере. Спустившись затем в гостиничный бар, Гордон начинает вспоминать о том, как пять лет назад на этом же самом месте он сидел с Линдой Грэм (Ава Гарднер):
Мэтт и Линда провели в Сингапуре вместе несколько незабываемых дней и полюбили друг друга. Когда стало известно о том, что японские войска в ближайшее время займут Сингапур, который в то время был британской колонией, Линда уже поднялась на корабль, чтобы покинуть город, однако в последний момент передумала и осталась с Гордоном. В тот же день они решили пожениться. Подав заявление о вступлении в брак в местную христианскую церковь, они попросили священника, отца Барнса сократить требуемый по закону трёхнедельный срок для оформления брака. Понимая, что японцы могут оказаться в городе в любой момент, отец Барнс согласился расписать их через неделю. За день до свадьбы было Рождество, которое Гордон и Линда отмечали в ресторане. Затем они поднялись в его номер, где Гордон обнаружил на балконе спрятавшегося там знакомого ему местного вора Сашу Барду (Джордж Ллойд), который пришёл с сообщением о том, что Гордона хочет видеть мистер Морибус. Выпроводив Барду, пара обменивается подарками: Линда дарит Гордону перстень с гравировкой «одна жизнь, одна любовь», а Гордон дарит ей изумительное по красоте жемчужное ожерелье. На следующий день Хьюитт приглашает Гордона и Линду к себе, спрашивая о происхождении ожерелья, на что Линда заявляет, что купила его в Нью-Йорке. Затем они направляются в церковь, и по дороге Гордон признаётся Линде, что он занимается контрабандой жемчуга, и что у него в тайнике спрятана очень ценная партия товара. Пока они ожидают начала церемонии, Гордон узнаёт, что британские военные в целях обороны заняли здание гостиницы. Он прибегает в свой номер, чтобы забрать жемчуг из тайника, однако не может этого сделать, так как там уже расположились военные. В этот момент начинается бомбёжка, и Гордон спешит обратно, однако когда он успевает добраться до церкви, она уже полностью разбомблена, а Линда исчезла. Решив, что Линда погибла при бомбардировке, Гордон на собственной шхуне, прихватив группу беженцев, покидает Сингапур.
Воспоминания Гордона прерывает появившийся в баре Барда, который приглашает его нанести визит своему боссу, мистеру Морибусу (Томас Гомес), местному торговцу с криминальными связями. В своём магазине Морибус показывает Гордону найденное под обломками разбомбленной церкви жемчужное ожерелье, которое Гордон подарил Линде. Морибус заявляет, что они внимательно следили за Гордоном до и во время его отъезда из Сингапура, и его человек даже обыскал шхуну Гордона. И потому Морибус уверен, что тайник с жемчугом по-прежнему находится где-то в городе, и Гордон приехал именно за ним. Морибус предлагает Гордону обменять ожерелье на содержимое тайника, однако Гордон заявляет, что у него нет никакого жемчуга. Тем же вечером в гостиничном баре Гордон с изумлением видит Линду, которая танцует с незнакомым ему мужчиной. Гордон тут же подходит к ней, однако Линда его не узнаёт и никак не реагирует на своё имя, утверждая, что её зовут Энн Ван Лейден, после чего представляет Гордону своего мужа, владельца плантации Майкла Ван Лейдена (Роланд Калвер). По словам Линды, она познакомилась с мужем в госпитале, где оказалась после бомбёжки. Затем они провели вместе три года в лагере для интернированных, где Майкл всячески заботился о ней, а после выхода на свободу они поженились. На следующий день, узнав адрес Линды, Гордон приходит к ней домой, пытаясь пробудить в ней воспоминания о прошлом и об их отношениях, однако Линда ничего не помнит, даже своего прежнего имени и имени Гордона. Появившийся в этот момент Майкл отводит Линду в сторону, убеждая её не пытаться вернуться в прошлое, а жить сегодняшней, вполне счастливой жизнью. Затем Майкл рассказывает Гордону, что Линда потеряла память во время воздушного налёта, и более не желает возвращения к своей прежней жизни. Линда соглашается с мужем, однако названное Гордоном имя её бывшей служанки Минг Линг не даёт ей покоя. На следующий день Линда находит адрес Минг Линг (Мэйлиа) и приходит к ней домой. Служанка с радостью встречает её, называя старым именем и вспоминая о её романе с Гордоном, а также показывает браслет, который Линда подарила ей перед расставанием. Однако Линда по-прежнему не может ничего вспомнить из своего прошлого. Она приезжает к Гордону в гостиницу, который говорит, что по-прежнему любит её и просит её вернуться. Однако Линда отвечает, что не сможет бросить мужа, тем самым заставить страдать человека, который фактически спас её и дал ей новую жизнь. Гордон снимает со своего пальца подаренный когда-то Линдой перстень и возвращает его ей. И хотя он по-прежнему любит её, Гордон меняет свои планы — он решает забрать жемчуг и уехать из Сингапура в одиночестве. Тем временем Барда разыскал в порту некого Пеппа, который занимается подделкой паспортов, и выяснил, что Гордон заказал у него американский паспорт на имя Линды Грэм, догадываясь, что Гордон решил похитить возлюбленную и вывезти её из Сингапура.
После того, как супруги Беллоуз сообщают Гордону, что на следующее утро вылетают домой, он тайно проникает в их номер и снимает с потолка вентилятор, извлекая из образовавшегося проёма в потолке сумочку с жемчугом. Увидев, что в его номер заходит Хьюитт, Гордон быстро прячет сумочку с жемчугом в одном из чемоданов Беллоузов и выходит в коридор навстречу комиссару. Между тем Хьюитт сообщает Гордону, что Линда пропала. Гордон быстро направляется к Пеппу, который говорит, что к нему недавно с расспросами приходил Барда. Догадавшись, что он вместе с Морибусом мог организовать похищение Линды, Гордон выясняет у Пеппа адрес ночного клуба, который принадлежит Барде, и направляется туда. Тем временем Морибус и Барда жёстко допрашивают Линду, пытаясь выведать у неё, где Гордон спрятал жемчуг. Гордон приезжает в клуб, прорываясь через охрану к Морибусу и Барде. Убедив их в том, что Линда обманом похитила его жемчуг, Гордон уговаривает их дать ему возможность поговорить с ней наедине. Морибус и Барда отсаживаются в сторону, держа Гордона под прицелом пистолета. Сев поближе к Линде, Гордон толкает её на пол, а сам выхватывает спрятанный в штанине пистолет и убивает Морибуса и Барду, при этом получая в перестрелке ранение в руку. Затем Гордон выносит потерявшую сознание Линду из клуба и отвозит её к мужу. Уже в своей постели Линда приходит в себя, и, как будто вспомнив о своём прошлом, зовёт Гордона. Майкл понимает, что Линда всё ещё любит Гордона, после чего признаётся ей в том, что он всё это время знал о том, кто она такая на самом деле, после чего даёт ей полную свободу. Тем временем Гордон выписывается из гостиницы и направляется в аэропорт, где его багаж тщательно досматривают сотрудники таможни. Когда он видит, что сумку Беллоуза понесли в служебное помещение, Гордон идёт следом, и, увидев там Хьюитта, показывает ему, где спрятан жемчуг. Хьюитт отпускает Гордона, и тот садится в самолёт. Тем временем Майкл вместе с Линдой мчится на машине в аэропорт, приезжая в тот момент, когда самолёт Гордона уже отрывается от земли. Видя появление Линды, Хьюитт даёт указание вернуть самолёт в аэропорт. Линда выбегает навстречу Гордону, они обнимают и целуют друг друга.

## В ролях
- Фред Макмюррей — Мэтт Гордон
- Ава Гарднер — Линда Грэм / Энн Ван Лейден
- Роланд Калвер — Майкл Ван Лейден
- Ричард Хэйдн — помощник комиссара Хьюитт
- Спринг Байинтон — миссис Беллоуз
- Портер Холл — мистер Джеральд Беллоуз
- Томас Гомес — мистер Морибус
- Джордж Ллойд — Саша Барда
- Мэйлиа — Минг Линг
- Холмс Херберт — отец Томас Барнс

## Создатели фильма и исполнители главных ролей
Эмигрировавший из Германии режиссёр Джон Брам создал себе имя в Голливуде такими фильмами нуар, как «Жилец» (1944) «Хэнговер-сквер» (1945), «Медальон» (1946) и «Дублон Брашера» (1947). Сценарист Сетон И. Миллер наряду с другими работами обратил на себя внимание работой над некоторыми удачными ранними нуарами, среди них «Лицо со шрамом» (1932), «Джимены» (1935), «Пулями или голосами» (1936), «Меченая женщина» (1937) и «Министерство страха» (1944). Известный в основном ролями в комедиях и мелодрамах, Фред Макмюррей помимо этой картины сыграл лишь в двух, но достаточно успешных фильмах нуар — в классическом фильме «Двойная страховка» (1944) и позднее — в картине «Лёгкая добыча» (1954). Ава Гарднер дебютировала в жанре нуар в 1946 году с фильмами «Полустанок» и «Убийцы», а в 1949 году сыграла в фильме нуар «Подкуп».

## История создания фильма
По информации журнала Variety от мая 1947 года, Сетон И. Миллер продал свой режиссёрский сценарий студии Universal за 100 тысяч долларов.
Съёмки фильма проходили преимущественно в студийном павильоне, а сцены в аэропорту снимались в аэропорту Палмдейл, Калифорния.

## Оценка фильма критикой

### Общая оценка фильма
После выхода фильма на экраны кинообозреватель «Нью-Йорк Таймс» Босли Кроутер назвал его «довольно жалкой попыткой развлечь зрителя, даже если рассматривать его в качестве низкопробного фильма о контрабанде драгоценностей». Критик отмечает, что после того, как «съёмки военных фильмов были завершены», на первый план в фильмах, действие которых происходит на Востоке, вновь вышли «всё те же старые американские искатели приключений и туристы». Указав на избитый сюжет, Кроутер далее отметил, что «практически единственный новый поворот в картине, который с трудом можно назвать новым, касается неспособности девушки вспомнить своего бывшего жениха».
Современные киноведы дают картине противоречивые оценки. Так, Спенсер Селби отдал должное картине, отметив «тщательно сбалансированные в ней элементы нуарового стиля и содержания». С другой стороны, Майкл Кини назвал фильм «экзотическим, но разочаровывающим нуаром». Хэл Эриксон отметил, что фильм «был явно вдохновлён „Касабланкой“». На это же обратил внимание и Деннис Шварц, который особенно подчеркнул сходство финальных сцен двух фильмов в аэропорту. Шварц также указал на «стильную постановку Брама», обратив внимание на то, что фильм сделан на «очень хорошем производственном уровне и с потрясающей атмосферой, а Гарднер и Макмюррей продемонстрировали великолепную форму».

### Оценка актёрской игры
Негативно оценивший картину Кроутер написал, что «Гарднер сладострастна и пустоголова, как этого и требует сценарий, Макмюррей, кажется, ни разу не вкладывает сердце в то, что он делает», а Спринг Байинтон и Портер Холл в ролях туристов со Среднего Запада демонстрируют хорошо знакомый стиль поведения плохо понимающих, что происходит, американских путешественников. Кини отметил, что «те, кто помнят Макмюррея по роли овдовевшего отца в телевизионном ситкоме „Три моих сына“ (1960-72), возможно, испытают трудности, чтобы принять его в роли в чём-то подлого искателя приключений».